# Łaziska Kopanina
Łaziska Kopanina – nieczynny kolejowy przystanek osobowy w Łaziskach Górnych, w województwie śląskim, w Polsce.